# Бени (аэропорт)
Международный аэропорт Бени (фр. Aéroport de Beni-Mavivi) (ИАТА: BNC, ИКАО: FZNP) — расположен в 12 км к северу от одноименного города Бени, рядом с селением Мавиви, провинция Северное Киву, на северо-востоке Демократической Республики Конго.

## История
В 2015 году в аэропорту Бени было 3612 взлетов и посадок (из которых 3389 внутренних), в общей сложности 9501 пассажир (все внутренние), 5 тонн прибывающих грузов (все внутренние) и 22 тонны исходящих грузов (все внутренние).
В 2017 году произошло асфальтирование взлетно-посадочной полосы. Финансирование работ проводилось миссией ООН в ДРК.